# Лето (фильм, 1955)
«Лето» (англ. Summertime) — мелодраматический кинофильм режиссёра Дэвида Лина, вышедший на экраны в 1955 году. Экранизация пьесы Артура Лорентса «Время кукушки» (The Time of the Cuckoo). Главные роли исполнили американка Кэтрин Хепбёрн и итальянец Россано Брацци.
Сам Лин считал эту картину лучшей в своей карьере, он настолько влюбился в Венецию во время съёмок, что до конца жизни считал её своим вторым домом. Две номинации на премию «Оскар» за режиссуру Лина и актёрскую работу Хепбёрн.

## Сюжет
Немолодая незамужняя женщина по имени Джейн Хадсон приезжает на отпуск из родного Огайо в Венецию. Несмотря на увлечение местными достопримечательностями, веселье, в которое погружается город каждый вечер, заставляет её остро почувствовать своё одиночество. И вот однажды в кафе Джейн встречает итальянца средних лет, а когда некоторое время спустя она случайно сталкивается с ним в одной из антикварных лавочек, становится очевидным, что между ними возникло какое-то притяжение…

## В ролях
- Кэтрин Хепбёрн — Джейн Хадсон
- Россано Брацци — Ренато де Росси
- Иза Миранда — синьора Фьорини
- Даррен Макгэвин — Эдди Йегер
- Мэри Олдон — Фил Йегер
- Джейн Роуз — миссис Макилхенни
- Макдональд Парк — мистер Макилхенни
- Гаэтано Аутиеро — Мауро
- Вирджиния Симеон — Джованна
- Джереми Спенсер — Вито де Росси
- Андре Морелл — англичанин (в титрах не указан)

## Награды и номинации
- 1955 — номинация на премию Национального совета кинокритиков США за лучший фильм.
- 1956 — две номинации на премию «Оскар»: лучший режиссёр (Дэвид Лин), лучшая актриса (Кэтрин Хепбёрн).
- 1956 — две номинации на премию BAFTA: лучший фильм, лучшая зарубежная актриса (Кэтрин Хепбёрн).